# ويليام أندرسون (عسكري أسترالي)
ويليام أندرسون (بالإنجليزية: William Anderson)‏ هو عسكري أسترالي، ولد في 30 ديسمبر 1891 في كيو ‏ في أستراليا، وتوفي في 30 ديسمبر 1975 في East Melbourne ‏ في أستراليا.